# Barbeau du désert
Barbus deserti
Espèce
Synonymes
- Barbus deserti Pellegrin, 1909[2]
- Enteromius deserti (Pellegrin, 1909)[2] [3]

Statut de conservation UICN

 NT  : Quasi menacé
Le Barbeau du désert (Barbus deserti ou Enteromius deserti) est une espèce de poissons de la famille des cyprinidés et du genre Barbus.